# Ze'ev Elkin
Ze'ev Elkin (Hebreeuws: זְאֵב אֵלְקִין) (Charkov, 3 april 1971) is een Israëlische politicus van Likoed (tot 23 december 2020), die daarbinnen tot de rechtervleugel behoort. Op 17 mei 2020 werd hij minister van Hoger Onderwijs en Waterstaat in regering-Netanyahu V. Daarvoor was hij vanaf mei 2015 minister van Immigratie alsmede van Jeruzalem in het kabinet-Netanyahu IV, sinds eind mei 2016 alleen nog van Jeruzalem, waar in augustus 2016 Milieubescherming bijgekomen was. Op 24 december 2020 stapte hij over naar de nieuwe partij "Nieuwe Hoop" van Gideon Sa'ar. 
Elkin werd geboren in de toenmalige sovjetrepubliek Oekraïne en was actief in de religieus-zionistische jeugdorganisatie Bnei Akiva, onder meer als algemeen secretaris van diens afdeling in de Sovjet-Unie in 1990, tevens het jaar waarin hij zijn alia naar Israël maakte.
Aldaar behaalde hij aan de Hebreeuwse Universiteit van Jeruzalem een BA en MA in geschiedenis en bovendien een BA in wiskunde. Hij hield zich vervolgens met het jodendom en de middeleeuwen bezig en legde zich in het bijzonder toe op de werken van de middeleeuwse Joodse filosoof Saadia Gaon. Voorts gaf hij joodse les in de voormalige landen van de Sovjet-Unie. 
Na de parlementsverkiezingen van 2006 nam hij voor Kadima in de Knesset plaats, waar hij het voorzitterschap van de ondercommissie voor de opname van jonge immigranten uitoefende. Eind 2008 verruilde hij Kadima voor Likoed omdat hij vond dat eerstgenoemde in links vaarwater was terechtgekomen. Voor laatstgenoemde zette hij zijn parlementaire loopbaan voort. Van 18 maart 2013 tot 12 mei 2014 was hij ook viceminister voor buitenlandse aangelegenheden in het kabinet-Netanyahu III. Hij trad af om voorzitter van de Knessetcommissie voor buitenlandse zaken en defensie te worden. Op 2 juni werd hij opgevolgd door partijgenoot Tzachi Hanegbi. Halverwege 2013 had hij eveneens de leiding over het partijbureau gekregen. Op 14 mei 2015 kwam hij op de post van minister van Immigratieopname en Strategische Zaken in het kabinet-Netanyahu IV terecht. Laatstgenoemde werd per 25 mei 2015 overgeheveld naar partijgenoot Gilad Erdan; in ruil daarvoor ontving hij op zijn verzoek de post van minister van Jeruzalem. De post van minister van Immigratie moest hij eind mei 2016 aan de tot het kabinet toegetreden Sofa Landver van Jisrael Beeténoe afstaan.
Begin februari 2019 was hij een van de ondertekenaars van een petitie door de Nahala-beweging aan het adres van de (volgende) Israëlische regering, waarin gevraagd werd héél de door Israël bezette Westelijke Jordaanoever te koloniseren met twee miljoen joden. Daartoe moet het Twee-statenmodel worden losgelaten en de geldende bouwstop buiten de "officiële settlement-blocs" (die de VN als illegaal beschouwde). Het ging om een plan van Jitschak Sjamier uit de jaren negentig van de vorige eeuw. De Nahala-petitie heeft het over: Het land Israël: één land voor één volk.
In regering-Netanyahu V werd hij minister van Hoger Onderwijs en Waterstaat. Nadat de regering op 23 december 2020 gevallen was, stapte hij onverwachts over naar de nieuwe partij "Nieuwe Hoop" van Gideon Sa'ar.